# Jonas Columbus
Jonas Svenonis Columbus, född 1586 i Munktorps socken i Västmanland, död 27 augusti 1663, svensk musiker, kyrkoherde, prost och professor.
Föräldrarna var komministern Sven Ragvaldi i Munktorp och Brita Jonsdotter (Helsingia). Efter svåra studieår kom han 1613 till Uppsala och fick av Johannes Rudbeckius i uppdrag att undervisa i grekiska och vara director musices vid  universitetet. 1617 blev han filosofie magister och  prästvigdes 1618. 
Snart därefter kallades han att bli lärare vid Västerås' skola och "föreståndare för musiköfvningarna" (rector musices) av Rudbeckius som nu blivit biskop i Västerås stift. 1620 sändes han av biskopen och  konsistoriet till Wittenberg i Tyskland, för att skaffa nya instrument och musikalier till skolan. När ett gymnasium inrättades 1623 utnämndes Columbus till lektor i grekiska. 
1625 utnämndes C. till den förste poes. professor vid Uppsala universitet. Här handledde han även "den studerande ungdomen i tonkonsten" och är en av de tidigaste främjarna av studenterna musikaliska liv vid universitetet. 
Han återkallades dock snart till Västerås stift av biskop Rudbeckius och efterträdde 1630 Stephanus Olai Bellinus som kyrkoherde i Husby församling i Dalarna, trots att drottning Kristina istället yrkade på företrädares svärson Andreas Nicolai Schedvimontanus. Han beträdde dock tjänsten och var präst där fram till sin död 1663.
Columbus gifte sig 1624 med Elisabet Tomasdotter Barchia (1605-1647), dotter till Thomas Henrici Barchius och Margareta Cuprimontana, och hade bl.a. barnen:
- Johan Columbus (1640-1684), universitetslärare, latinsk skald.
- Samuel Columbus (1642-1679), poet
- Christina Columba (1634-1703), g m faderns efterträdare som kyrkoherde o sedermera prosten Georgius Georgii Gezelius (1631-1684)
- Margareta Columba (1629-1679), g m kyrkoherden Daniel Danielis Lindbergus (1627/1628-1691)

Han gifte om sig 1648 med Kerstin Jakobsdotter.
Jonas Columbus tjugo självbiografiska elegier är bevarade i handskriften W 28 (pag. 1-119) i Linköpings stiftsbibliotek tillika med begravningsdikter, bröllopsdikter (hymenæi), episka dikter (triumphi, med svenska historiska ämnen) samt lyriska dikter (ode).
De självbiografiska elegierna är utgivna (med översättning i sammandrag) av Anders Piltz i Humanitas. Festskrift till Arne Jönsson, Lund 2017, sid. 511-541.